# Mugnano del Cardinale
Mugnano del Cardinale ist eine italienische Gemeinde mit 5169 Einwohnern (Stand 31. Dezember 2023) in der Provinz Avellino in der Region Kampanien. Sie ist Teil der Bergkommune Comunità Montana Partenio - Vallo di Lauro.

## Geografie
Die Nachbargemeinden sind Baiano, Mercogliano, Monteforte Irpino, Quadrelle, Sirignano und Visciano (NA).